# Tiffany Doll

Tiffany Doll (1986. május 20. –) francia származású pornószínésznő.

## Élete és pályafutása
1986. május 20-án született a Franciaországban található Manche megyében található Cherbourg-Octeville-ben Vietnámból, illetve Tunéziából származó szülők gyermekeként.
2010-ben, 24 évesen Angliában élt, ekkor kezdte el pornószínésznői pályafutását, még ugyanebben az évben Colmax girl lett, valamint Prágában. elnyerte a Miss Top Girl címet is. A pornó legrangosabb díjátadóján az AVN Awards-on 2014 és 2017 között sorozatban négy alkalommal jelölték ,,Az év legjobb külföldi előadója" díjra. Korábban, 2013-ban a Spank Bank Technical Awards-on díjat nyert.
Házas, párja a szintén pornószínész Bruno SX, egy gyermeke van.

## Díjai, jelölései
| Év           | Díjátadó                    | Jelölés                                             | Megjegyzés |
| ------------ | --------------------------- | --------------------------------------------------- | ---------- |
| 2013         | Spank Bank Technical Awards | Best Thing To Happen To France Since The French Fry | Győztes    |
| 2014         | AVN Awards                  | Female Foreign Performer of the Year                | Jelölés    |
| 2015         | AVN Awards                  | Female Foreign Performer of the Year                | Jelölés    |
| 2016         | AVN Awards                  | Female Foreign Performer of the Year                | Jelölés    |
| 2017         | AVN Awards                  | Female Foreign Performer of the Year                | Jelölés    |
| Teljes lista |                             |                                                     |            |